# مانفريد مان ايرث باند (فريق روك)

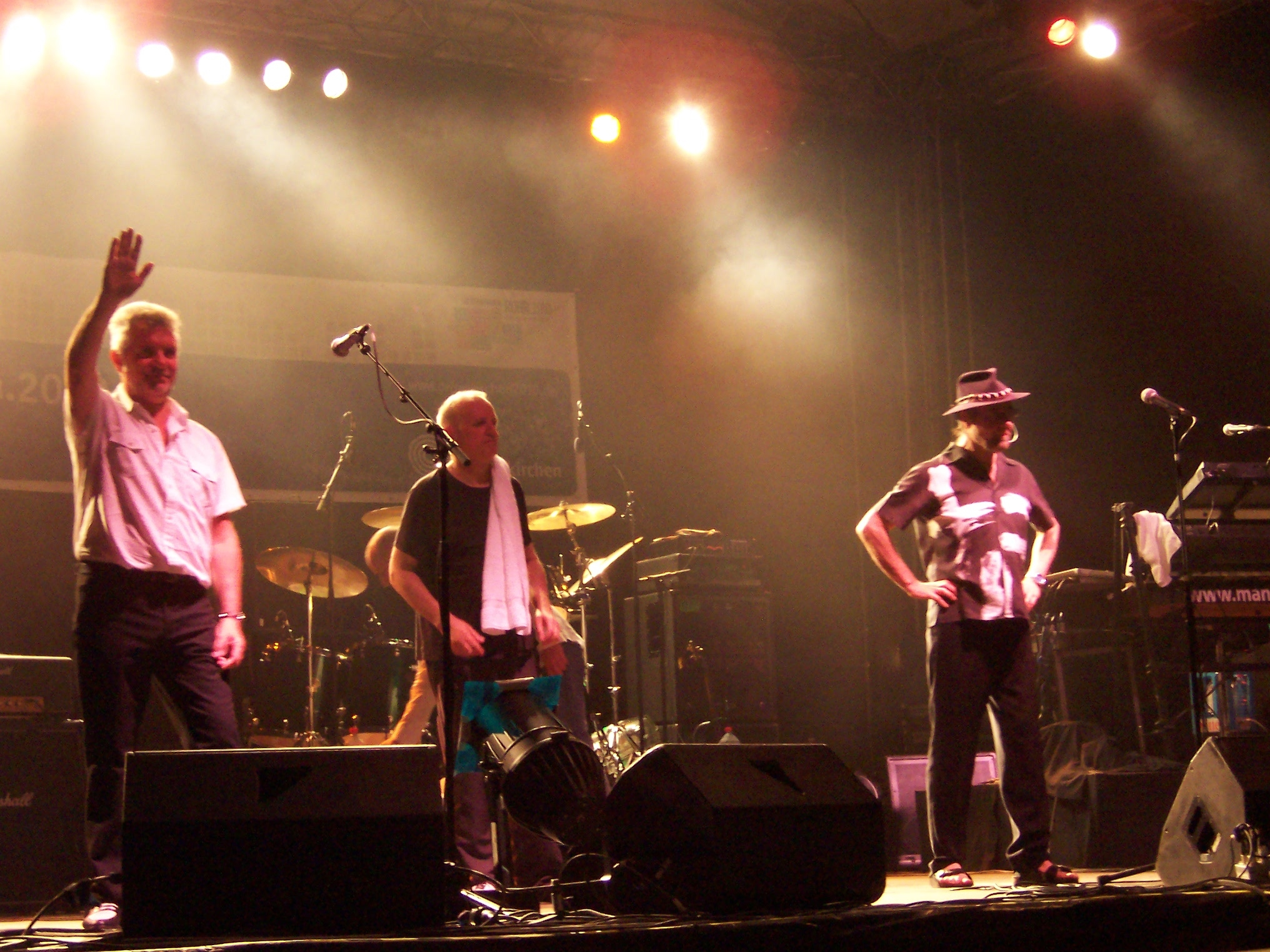
مانفريد مان ايرث باند

مانفريد مان ايرث باند (بالإنجليزية: Manfred Mann's Earth Band) فريق روك إنجليزي قام بتشكيله الموسيقي الجنوب أفريقي «مانفريد مان» في عام 1971، من أشهر أعمالهم: «لك For You»، «أعماه الضوء Blinded by the Light»، و«روح في الليل Spirit in the Night».

## نشأة الفريق

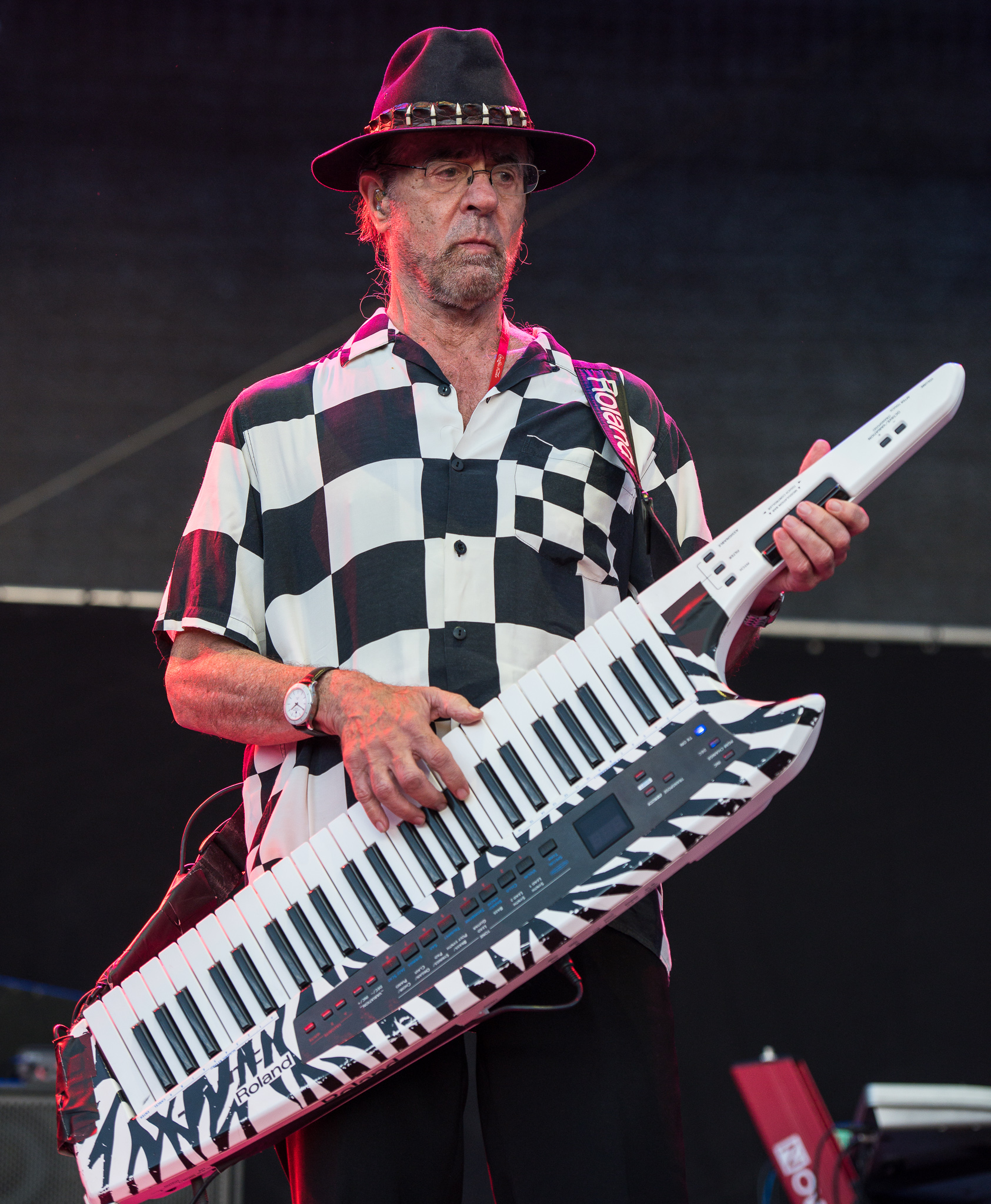
مانفريد مان

بدأ عازف لوحة المفاتيح «مانفريد مان» في الستينيات مع الفريق الذي يحمل أسمه «مانفريد مان» والذي حقق نجاحات مثل: دو واه ديدي ديدي Do Wah Diddy Diddy (1964)، مايتي كوينThe Mighty Quinn (1968)، ثم أدخل موسيقى الجاز إلى موسيقاه وأنشأ فريق «مانفريد مان الفصل الثالث Manfred Mann Chapter Three» لمدة العامين (1969 و 1970)، وقد عانى مانفريد مان كثيراً من القواعد المفروضة ذاتيًا، ومن الإحباط بسبب العزف فقط لمؤلفات مايك هوج (عضو الفريق الجديد) والتي كانت غير مجديًة اقتصاديًا (نظرًا لعدد الموسيقيين المتداخلين)، ثم بدأ في تشكيل الفريق الجديد، والذي أصبح منفتحاً لأغاني من خارج الفريق، وأغاني الفريق القديمة بعد تطويرها وإدخال نوعيات الموسيقى المختلفة بدلاً من الالتزام بمفهوم موسيقي صارم.

## بداية جديدة
تشكل الفريق عام 1971 من أربعة أعضاء:
ميك روجرز: جيتار - غناء
مانفريد مان: لوحات المفاتيح (كيبورد) - مركب صوت (Minimoog synthesizer) – غناء
كولين باتيندين: جيتار باس
كريس سليد: طبول - غناء
في سبتمبر 1971، تم اختيار اسم جديد وهو «مانفريد مان ايرث باند».
الأعضاء الحاليين:
مانفريد مان: لوحات المفاتيح والغناء (1971 إلى الوقت الحاضر)
ميك روجرز: الجيتار والغناء (1971-1975، 1983 حتى الآن)
جون لينجوود: طبول (1979-1987، 2016 إلى الوقت الحاضر)
ستيف كينش: جيتار باس (جلسة 1986، 1991 - الوقت الحاضر)
روبرت هارت: غناء (2011 إلى الوقت الحاضر)

## البومات الفريق
مانفريد مان ايرث باند (1972) Manfred Mann's Earth Band 
ممجد ومكبر (1972) Glorified Magnified 
العبث (1973) ’Messin 
حريق الطاقة الشمسية (1973) Solar Fire 
الأرض الطيبة (1974) The Good Earth 
العندليب والقاذفات (1975) Nightingales & Bombers 
الصمت الهادر (1976) The Roaring Silence 
ساعة (1978) Watch 
محطة الملاك (1979) Angel Station 
فرصة (1980) Chance 
في مكان ما في إفريقيا (1982) Somewhere in Afrika 
تانجو الجنائي (1986) Criminal Tango 
قناع (1987) Masque 
الانتقام الناعم (1996) Soft Vengeance 
2006 (2004) 

## وصلات خارجية
https://chrisslade.com/ مانفريد مان ايرث باند (فريق روك)
http://www.mick-rogers.com/ مانفريد مان ايرث باند (فريق روك)
https://www.manfredmann.co.uk/ مانفريد مان ايرث باند (فريق روك)
https://www.platform-end.co.uk/ مانفريد مان ايرث باند (فريق روك)
http://andyqunta.com/factory/Steve.html مانفريد مان ايرث باند (فريق روك)
https://www.youtube.com/watch?v=xl8jnM8doU4 مانفريد مان ايرث باند (فريق روك)
https://theroadtorock.com/podcast/robert-hart-manfred-manns-earth-band/ مانفريد مان ايرث باند (فريق روك)
https://www.allmusic.com/artist/manfred-manns-earth-band-mn0000674600/biography مانفريد مان ايرث باند (فريق روك)